# أدريان جويون
أدريان جويون (مواليد 1866) هو مبارز بالسيف فرنسي، مثّل بلاده في الألعاب الأولمبية الصيفية 1900.

## روابط خارجية
أدريان جويون على موقع أوليمبيديا (الإنجليزية)